# Bellium bellidioides
Bellium bellidioides (лат.) — многолетнее травянистое растение, вид рода Беллиум (Bellium) семейства Астровые (Asteraceae), произрастающее на Корсике, Сардинии и Балеарских островах.

## Ботаническое описание
Bellium bellidioides — многолетнее травянистое растение, достигающее высоты от 5 до 15 см, с тонкими надземными побегами. Листья образуют прикорневую розетку овальной или округлой формы, могут быть как опушёнными, так и гладкими. Растение может образовывать столоны, захватывая близлежащие территории. Цветочная головка имеет диаметр от 8 до 15 мм и находится на тонком стебле. От 10 до 14 тупых или заострённых опушённых прицветников расположены в ряд. Такое же количество, чуть более длинных, белых лучевых соцветий покрыто красными снизу и окружает жёлтые трубчатые соцветия. Плод представляет собой семянку с пятью грубыми щетинками с кольцом из перепончатых чешуек. Цветёт с апреля по август.
Количество хромосом Bellium bellidioides var. villosum Porta равно 2n = 18.
Этот вид можно отличить от похожего растения Bellis annua тем, что у Bellium bellidioides листья целые, а не зубчатые, и отсутствуют листья на цветоносе. Более того, Bellium bellidioides цветёт в конце весны, а Bellis annua — осенью и зимой.

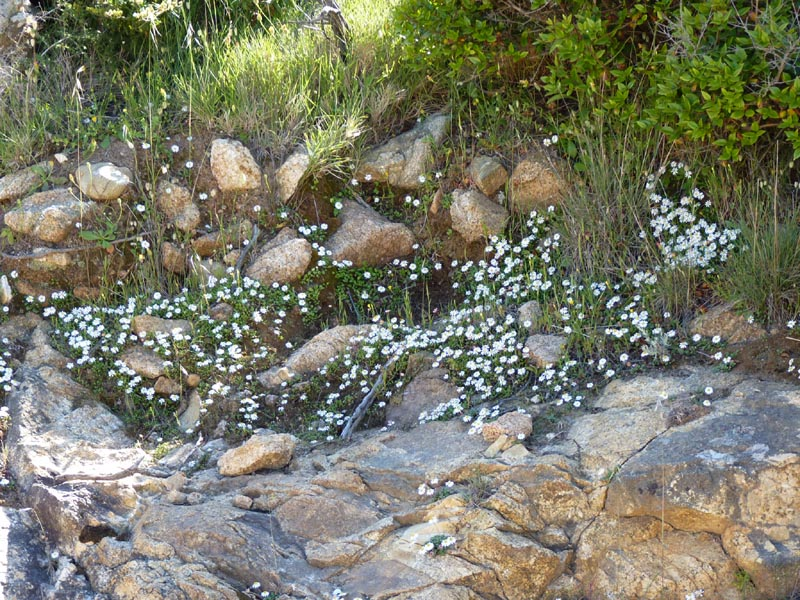
Общий вид
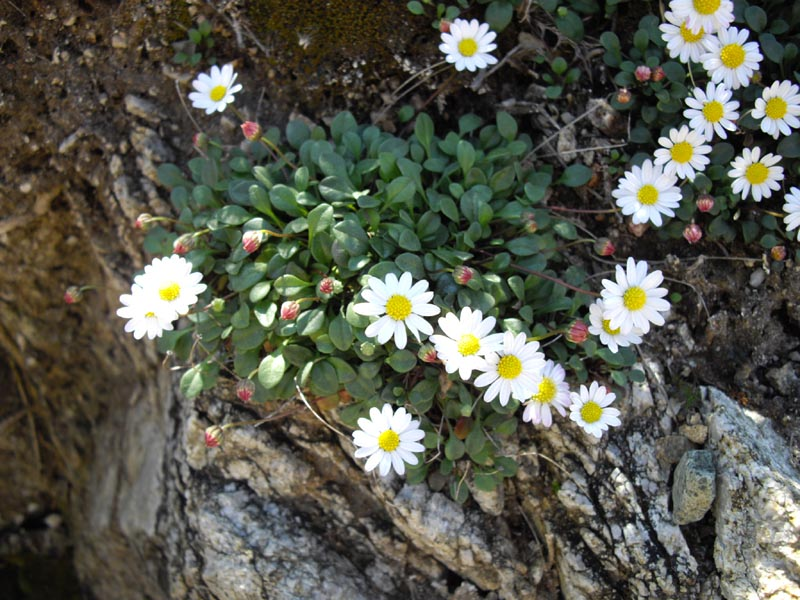
В природе (Корсика)
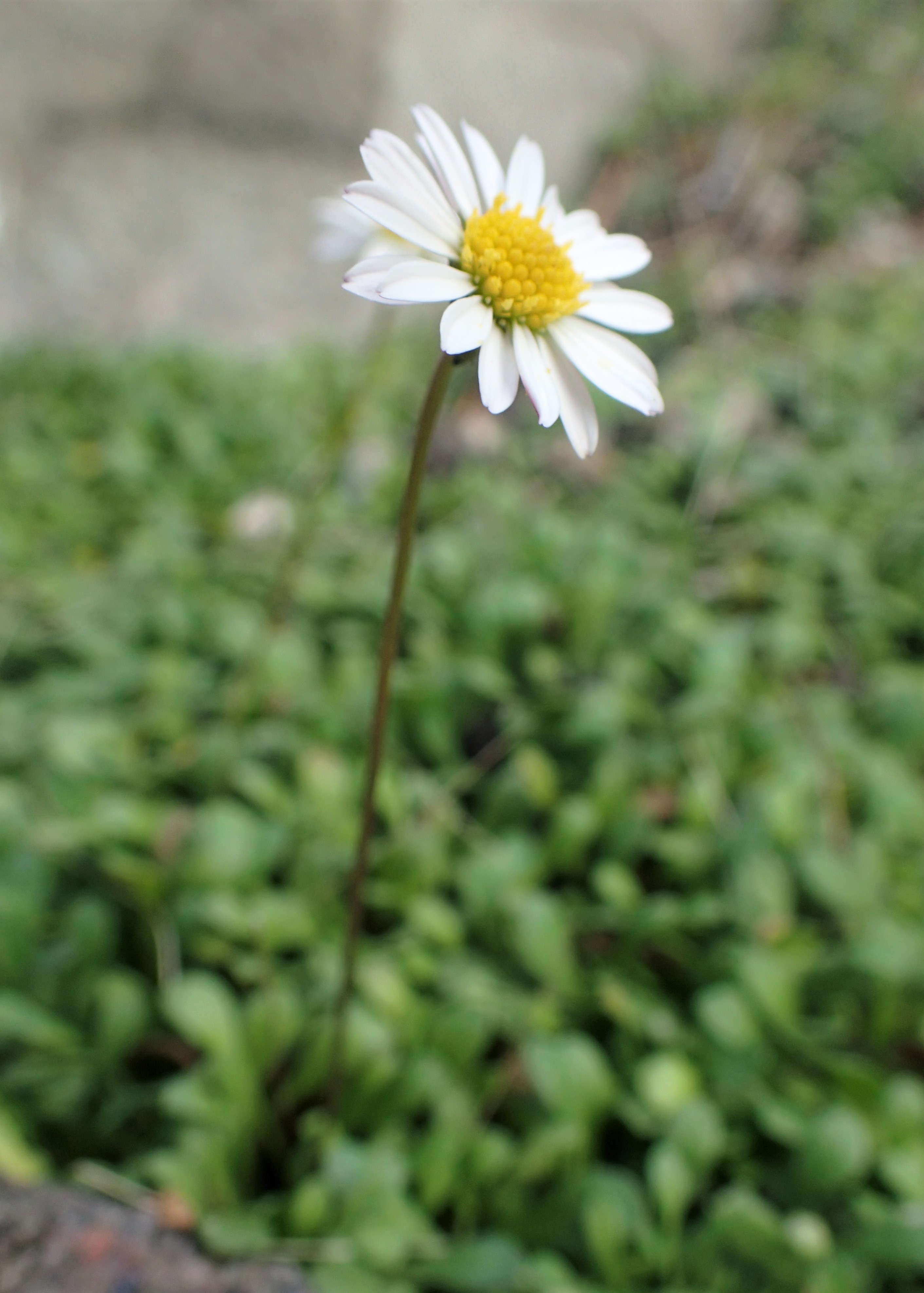
Цветочная головка

## Распространение и местообитание
Bellium bellidioides встречается на Корсике, Сардинии и Балеарских островах (Мальорка, Менорка, Ивиса, Форментера, Кабрера и Драгонера). Небольшая трава с цветком в форме ромашки, обитающая в прохладных, часто затенённых почвах. Растёт на тенистых влажных скалах и пастбищах.